# Amelie Hoendermis
Amelie Hoendermis (Appingedam, 3 juli 2006) is een voetbalster uit Nederland. Ze speelt als middenvelder voor PEC Zwolle in de Vrouwen Eredivisie.

## Carrière
Amelie Hoendermis werd geboren in Appingedam en verhuisde op twaalfjarige leeftijd naar de stad Groningen. Hier ging ze voor Be Quick 1887 spelen. Vanaf 2018 tot 2021 doorliep ze meerdere jeugdteams van de Groningers.
In 2021 mocht Hoendermis stage komen lopen bij sc Heerenveen. Dit resulteerde erin dat ze in het seizoen 2022/23 mocht aansluiten bij de eerste selectie. Op 16 september 2022 maakte Hoendermis haar debuut voor sc Heerenveen in de Vrouwen Eredivisie in een uitwedstrijd tegen PSV door in de 91ste minuut in te vallen voor Nina Nijstad. Vervolgens kwam Hoendermis dat seizoen nog negen keer in actie. In een uitwedstrijd tegen FC Twente had ze haar eerste basisplaats.
Voorafgaande aan het seizoen 2023/24 maakte Hoendermis de overstap naar PEC Zwolle. Hier maakte ze in haar debuutseizoen deel uit van het team van Jong PEC Zwolle.

### Carrièrestatistieken
| Seizoen                    | Club            | Land            | Competitie         | Competitie | Competitie | Beker | Beker | Internationaal | Internationaal | Overig | Overig | Totaal | Totaal |
| Seizoen                    | Club            | Land            | Competitie         | Wed.       | Dlp.       | Wed.  | Dlp.  | Wed.           | Dlp.           | Wed.   | Dlp.   | Wed.   | Dlp.   |
| -------------------------- | --------------- | --------------- | ------------------ | ---------- | ---------- | ----- | ----- | -------------- | -------------- | ------ | ------ | ------ | ------ |
| 2022/23                    | sc Heerenveen   | Nederland       | Vrouwen Eredivisie | 9          | 0          | 0     | 0     | –              | –              | –      | –      | 9      | 0      |
| 2023/24                    | PEC Zwolle      | Nederland       | Vrouwen Eredivisie | 0          | 0          | 0     | 0     | –              | –              | –      | –      | 0      | 0      |
| Carrière totaal            | Carrière totaal | Carrière totaal | Carrière totaal    | 9          | 0          | 0     | 0     | 0              | 0              | 0      | 0      | 9      | 0      |
| Bijgewerkt tot 12 mei 2024 |                 |                 |                    |            |            |       |       |                |                |        |        |        |        |

## Interlandcarrière

### Nederland onder 17
Op 19 oktober 2022 debuteerde Hoendermis bij het Nederland –17 in een kwalificatie wedstrijd tegen Schotland –17 (4–1).
| Interlands van Amelie Hoendermis | Interlands van Amelie Hoendermis | Interlands van Amelie Hoendermis | Interlands van Amelie Hoendermis | Interlands van Amelie Hoendermis | Interlands van Amelie Hoendermis |
| №                                | Datum                            | Wedstrijd                        | Uitslag                          | Soort wedstrijd                  | Doelpunten                       |
| Als speelster bij sc Heerenveen  | Als speelster bij sc Heerenveen  | Als speelster bij sc Heerenveen  | Als speelster bij sc Heerenveen  | Als speelster bij sc Heerenveen  | Als speelster bij sc Heerenveen  |
| -------------------------------- | -------------------------------- | -------------------------------- | -------------------------------- | -------------------------------- | -------------------------------- |
| 1.                               | 19 oktober 2022                  | Nederland – Schotland            | 4 – 1                            | Kwalificatie EK 2023 –17         | 0                                |
| 2.                               | 22 oktober 2022                  | Nederland – Zweden               | 5 – 1                            | Kwalificatie EK 2023 –17         | 0                                |
| 3.                               | 25 oktober 2022                  | Portugal – Nederland             | 0 – 2                            | Kwalificatie EK 2023 –17         | 0                                |
| 4.                               | 30 november 2022                 | Nederland – Frankrijk            | 4 – 4                            | Vriendschappelijk                | 1                                |
| 6.                               | 25 februari 2023                 | Nederland – Denemarken           | 1 – 1                            | Vriendschappelijk                | 0                                |
| 7.                               | 28 februari 2023                 | Nederland – Denemarken           | 2 – 0                            | Vriendschappelijk                | 0                                |
| 8.                               | 8 maart 2023                     | Nederland – Wales                | 4 – 0                            | Kwalificatie EK 2023 –17         | 0                                |
| 9.                               | 11 maart 2023                    | Nederland – Zweden               | 0 – 1                            | Kwalificatie EK 2023 –17         | 0                                |
| 10.                              | 14 maart 2023                    | Finland – Nederland              | 2 – 3                            | Kwalificatie EK 2023 –17         | 0                                |

### Nederland onder 16
Op 15 april 2022 debuteerde Hoendermis bij het Nederland –16 in een Montaigu toernooiwedstrijd tegen Frankrijk –16 (1–1).
| Interlands van Amelie Hoendermis | Interlands van Amelie Hoendermis | Interlands van Amelie Hoendermis | Interlands van Amelie Hoendermis | Interlands van Amelie Hoendermis | Interlands van Amelie Hoendermis |
| №                                | Datum                            | Wedstrijd                        | Uitslag                          | Soort wedstrijd                  | Doelpunten                       |
| Als speelster bij sc Heerenveen  | Als speelster bij sc Heerenveen  | Als speelster bij sc Heerenveen  | Als speelster bij sc Heerenveen  | Als speelster bij sc Heerenveen  | Als speelster bij sc Heerenveen  |
| -------------------------------- | -------------------------------- | -------------------------------- | -------------------------------- | -------------------------------- | -------------------------------- |
| 1.                               | 15 april 2022                    | Frankrijk – Nederland            | 1 – 1                            | Montaigu Tournament              | 0                                |
| 2.                               | 11 juni 2022                     | Duitsland – Nederland            | 1 – 1                            | Vriendschappelijk                | 0                                |
| 3.                               | 1 juli 2022                      | Nederland – India                | 5 – 1                            | Nordic Tournament                | 0                                |
| 4.                               | 4 juli 2022                      | Nederland – Noorwegen            | 2 – 0                            | Nordic Tournament                | 0                                |
| 5.                               | 7 juli 2022                      | NED – Zweden                     | 3 – 1                            | Nordic Tournament                | 1                                |